# Carlos Bechtholdt
Carlos Alberto Bechtholdt Bazzano (Buenos Aires, Argentina, 10 de julio de 1969) es un exfutbolista argentino. Jugaba de mediocampista y militó en diversos clubes de Argentina, Chile, Ecuador y Honduras.
Actualmente es Gerente deportivo de Curicó Unido de la Primera División chilena.

## Trayectoria
Bechtholdt debutó el año 1993 en Defensores Unidos de la Primera C argentina, equipo que en esa campaña 93-94 se titula campeón y asciende a la Primera B Metropolitana para la siguiente temporada. Esto le da la posibilidad de salir del país para jugar en el Club Deportivo Victoria de Honduras, que logra ese año 1994 su único título de la Liga Nacional, pero el Cachi no jugó ningún minuto, y en Deportivo Quito en 1996, con un buen desempeño.
Luego, realizaría el resto de su carrera en Chile. Primero en el Audax Italiano entre 1997 y 1999, equipo con el que juega la Copa Conmebol 1998 y la final de la Copa Chile 1998, que perdió ante la Universidad de Chile. Después, en Unión San Felipe, coronándose campeón de la Primera B 2000, que le dio el ascenso a Primera División, vistiendo la camiseta del Uní Uní hasta el año 2004, año en el que ficha en Coquimbo Unido. Con el elenco pirata estuvo cerca de tocar la gloria, ya que siendo uno de los puntales del equipo clasifican a la final del Apertura 2005, primera final de Primera División de la historia del club, la cual pierden a manos de Unión Española.
En 2006 ficha por el recién ascendido a la Primera B, Curicó Unido, y se convierte en uno de los referentes y capitanes del plantel. En el equipo albirrojo estuvo un lapsus de tres temporadas, hasta su retiro del fútbol profesional en 2008, mismo año que consigue el primer e histórico ascenso de Curicó a la máxima categoría del fútbol chileno. Tras su retiro de las canchas se queda en la ciudad y se convierte en Gerente Deportivo de la institución maulina.
Es padre de Franco Bechtholdt, quien desde el 2012 es destacado jugador del primer equipo de Curicó Unido, y Nicolás Bechtholdt que también pasó por las inferiores del club tortero.

## Clubes
| Club              | País      | Año       | Partidos | Goles |
| ----------------- | --------- | --------- | -------- | ----- |
| Defensores Unidos | Argentina | 1993-1994 | 34       | 3     |
| Victoria          | Honduras  | 1994-1995 | 0        | 0     |
| Deportivo Quito   | Ecuador   | 1996      | 28       | 4     |
| Audax Italiano    | Chile     | 1997-1999 | 79       | 3     |
| Platense          | Argentina | 2000      | 12       | 0     |
| Unión San Felipe  | Chile     | 2000-2004 | 101      | 4     |
| Coquimbo Unido    | Chile     | 2004-2005 | 56       | 1     |
| Curicó Unido      | Chile     | 2006-2008 | 88       | 5     |
| Total             | Total     | Total     | 398      | 20    |

## Palmarés

### Títulos nacionales
| Título    | Club              | País      | Año     |
| --------- | ----------------- | --------- | ------- |
| Primera C | Defensores Unidos | Argentina | 1993-94 |
| Primera B | Unión San Felipe  | Chile     | 2000    |
| Primera B | Curicó Unido      | Chile     | 2008    |